# ハイドンの主題による変奏曲
《ハイドンの主題による変奏曲》（ハイドンのしゅだいによるへんそうきょく、ドイツ語:Variationen über ein Thema von Haydn）は、ブラームスが1873年に作曲した変奏曲。《ハイドン変奏曲》の略称や、《聖アントニウスのコラールによる変奏曲》の別称でも親しまれている。先に2台ピアノ版(作品56b)、次に管弦楽版(作品56a)が完成した。

## 管弦楽版の楽器編成
| 木管 | 木管     | 金管 | 金管                   | 打    | 打             | 弦   | 弦 |
| ---- | -------- | ---- | ---------------------- | ----- | -------------- | ---- | -- |
| Fl.  | 2, Pic.1 | Hr.  | 4 (変ホ管・変ロ管 各2) | Timp. | ●              | Vn.1 | ●  |
| Ob.  | 2        | Trp. | 2                      | 他    | トライアングル | Vn.2 | ●  |
| Cl.  | 2        | Trb. |                        | 他    | トライアングル | Va.  | ●  |
| Fg.  | 2, Cfg.1 | 他   |                        | 他    | トライアングル | Vc.  | ●  |
| 他   |          | 他   | Cb.                    | 他    | トライアングル | ●    |    |

## 主題
ブラームスは1870年に、友人でウィーン楽友協会の司書、カール・フェルディナント・ポールから、当時はフランツ・ヨーゼフ・ハイドンの作品とされていた《ディヴェルティメント Hob.II.46》の写譜を示された。その第2楽章は「聖アントニウスのコラール」と題されていた。ブラームスが変奏曲の主題に用いたのがこれである。
近年の研究によって、ディヴェルティメントそのものがハイドン作でないか（イグナツ・プライエル作という説がある）、ディヴェルティメントがハイドン作であっても主題であるコーラルはハイドン作のものではなく、古くからある賛美歌の旋律を引用したものと考えられているため、最近は《聖アントニウスのコラールによる変奏曲》と呼ぶ向きも見られるが、一般には《ハイドン変奏曲》との呼称が定着している。

## 楽曲構成
主題
Andante 変ロ長調
序奏はない。10小節単位の楽節構造が特徴的な主題で始まる。すべての変奏は、ほぼ例外なく、主題の楽節構造に従っている。和声構造については、あまり厳密に従ってはいない。各変奏ははっきりした性格づけがされ、いくつかの変奏は、古い時代の音楽形式や作曲技法が使われている。
第1変奏
Poco piu animato 変ロ長調
弦が中心で、対位法的な進行を見せる。
第2変奏
Piu vivace 変ロ短調
木管が付点リズムの特徴的なメロディを奏でる。
第3変奏
Con moto 変ロ長調
やはり木管が中心だが、のびやかである。
第4変奏
Andante con moto 変ロ短調
オーボエとホルンのゆったりしたメロディが、二重対位法で進行する。
第5変奏
Vivace 変ロ長調
スケルツォ風の軽快な変奏。
第6変奏
Vivace 変ロ長調
ピツィカートの上で、ホルンとファゴットがリズミカルにメロディを奏でる。
第7変奏
Grazioso 変ロ長調
フルートの哀愁漂うメロディを、弦が引き継ぐ。
第8変奏
Presto non troppo 変ロ短調
不気味に動き回る弱音弦の上に、木管が陰鬱な調べを乗せる。非常に不満足な形で終止して終曲に続く。
終曲
Andante 変ロ長調
壮麗なパッサカリアで、これ自体がバッソ・オスティナートによる一種の変奏曲である。コラール主題を引き継いだ5小節単位のパッサカリア主題は19回変奏され、クライマックスでコラール主題が再呈示される。